# Rudolf Abelin
Karl Rudolf Zacharias Abelin, né le 30 mai 1864 à Malmö et mort le 2 janvier 1961 est un célèbre paysagiste suédois et spécialiste de la pomologie. Il est le fils du ministre de la guerre suédois (1867-1871), Gustaf Rudolf Abelin (1819-1903). Il reçoit de nombreux prix en Suède et au Danemark, ainsi qu'à l'exposition universelle de Paris de 1900. Il est l'auteur de plus d'une douzaine d'ouvrages écrits surtout entre 1890 et 1915.

## Ouvrages
- Kvinnan och trädgården (1890)
- Fruktodlingsfrågan 1899: en återblick, ett önskemål (1900)
- Den mindre trädgården: En bok för täppan och torpet (1902), två uppl.
- Om frukt och fruktträdsodling: En handbok för Sveriges fruktodlare (1902)
- Villaträdgården: en bok för sommarställen och stadsgårdar (1903)
- Trädgården inomhus - i krukor och jord, i glas och vatten: en bok för kvinnan och hemmet (1904)
- På sluttande plan: Politiskt-sociala tankar (1905)
- Lekstugans trädgård: en sommarbok för ungdom och smått folk (1906)
- Koloniträdgården: en bok för stadsbor och industrisamhällen (1907)
- Hemmaträdgårdens almanacka (1908)
- Herrgårdsträdgården: en principbok om och för de större trdgårdarne på landet (1915)
- Privatträdgårdens kalender: En minnesbok för icke-fackmannen (1911)
- Villaträdgården: En bok för villasamhällen, sommarställen och stadsgårdar (1915)